# Abd Allah Majuf
Abd Allah Majuf, Abdullah Mayouf (ur. 1954) – piłkarz z Kuwejtu, reprezentant kraju.
W 1982 został powołany przez trenera Carlosa Alberto Parreirę na Mistrzostwa Świata 1982, gdzie reprezentacja Kuwejtu odpadła w fazie grupowej.